# Stearynian 2-hydroksyetylu
Stearynian 2-hydroksyetylu – organiczny związek chemiczny z grupy stearynianów – ester kwasu stearynowego i glikolu etylenowego.